# Constantí IV Pogonat
|  | Per a altres significats, vegeu «Constantí IV». |

Constantí IV Pogonat (en llatí Flavius Constantinus) de sobrenom Pogonatos (Pogonatus) o Barbatos (Barbatus) fou emperador romà d'Orient del 668 al 685. La major part del seu regnat va transcórrer en continus setges dels àrabs a Constantinoble. Va convocar el concili que va posar fi al monotelisme.

## Ascens al tron
Constantí va ser el fill primogènit de l'emperador Constant II, nascut el 652, el qual el va nomenar coemperador el 654. La seva mare es deia Fausta i era filla del patrici Valentí. Li succeí el 668 quan ja era governador a Constantinoble mentre el pare residia a Siracusa temporalment. Els que van assassinar el pare disposaven de fortes complicitats a Sicília, religioses i militars, i van proclamar emperador a un armeni anomenat Mizizos o Mecenci. Constantí va anar amb forces romanes d'Orient a Sicília i va sufocar la revolta el 669. Mecenci fou executat.

## Atacs dels àrabs
Després va tornar a Constantinoble, però només marxar de Sicília, va aparèixer davant Siracusa una flota àrab que va ocupar la ciutat; les estàtues i altres riqueses acumulades allí (resultat del saqueig de Roma) per Constant foren enviades a Alexandria.
A començaments del 668 el califa Muàwiya I va rebre una invitació per part de Saborios, el general de les tropes romanes d'Orient d'Armènia, per col·laborar en l'enderrocament de l'emperador.
A la tornada a la capital Constantí es va trobar que les tropes asiàtiques s'havien revoltat i exigien el govern trinitari, és a dir de tres en lloc d'un, demanaven a Constantí compartir el poder amb els seus germans, Heracli i Tiberi, que portaven el títol d'augusts però no tenien cap poder. Quan Constantí va acabar amb la rebel·lió no va castigar els seus germans, els quals van romandre sense cap poder.

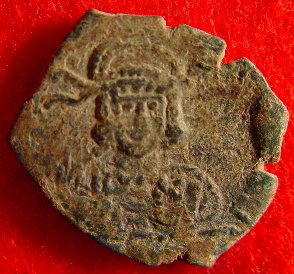
Constantí IV

Mentrestant, el califa omeia va enviar el seu fill Yazid, el qual va prendre la important ciutat d'Amòrion. El 669 quan gairebé els romans d'Orient es començaven a recuperar, els àrabs van tornar a atacar, aquesta vegada a Cartago i Sicília. Uqba ibn Nafi va envair Mauretània, on encara governaven els romans d'Orient, i van arribar a la costa atlàntica. Els habitants del país, aliats als romans d'Orient, es van organitzar sota un cap berber de nom Kosayla, que va derrotar els àrabs i es va proclamar rei establint la capital del Regne d'Altava a Kairuan. Important va ser la captura de Cízic, l'any 670, perquè els serviria de base propera a la capital, per a posteriors atacs. Amb la mateixa intenció van conquerir Esmirna i les illes gregues de la rodalia.
El 671 els àrabs es van presentar a Constantinoble preparats per assetjar-la per mar i la van bloquejar a la primavera del 672, però es van haver de retirar al cap de cinc mesos a causa de les pèrdues que els ocasionava l'anomenat foc grec, inventat pel refugiat sirià Cal·línic d'Heliòpolis. Durant els següents set anys, cada any la flota àrab es va presentar a la capital per retornar a casa al final del bon temps, però sense poder ocupar la ciutat. Al darrer setge, el 678, el foc grec va ocasionar moltes pèrdues als àrabs i 30.000 homes van haver de tornar a Síria a peu, degut a la manca de vaixells suficients. La flota que va quedar fou destruïda per una tempesta mentre els soldats que viatjaven per terra foren aniquilats per un exèrcit romà d'Orient dirigit per Flor, Petrones i Ciprià. Això, combinat amb una revolta dels cristians maronites al Líban, va obligar Muàwiya a signar un tractat de pau per trenta anys, en la qual s'establia el retorn de les illes que els àrabs havien ocupat més un tribut de 3.000 peces d'or cada any, esclaus i cavalls. Aquesta victòria va portar molt alt el prestigi romà d'Orient i tots els petits estats buscaven la seva protecció. Però en canvi a Europa els búlgars van aconseguir la cessió per la força del país al sud del Danubi després de la victòria en la batalla d'Ongal.

## Política religiosa

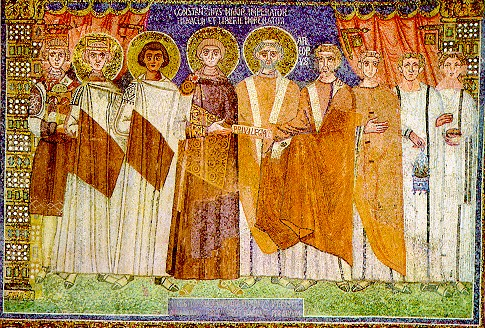
Constantí i la seva cort en un mosaic de la basílica de Sant Apol·linar in Classe, a Ravenna.

El 680 va convocar el Concili de Constantinoble III en el que els monotelistes foren condemnats. Constantí va presidir les sessions formals del concili però no en va prendre part en les discussions teològiques. Acabat el concili, Constantí va tenir un altre gest d'acostament amb el papat, retirar el títol d'«autocèfala» a l'Església de Ravenna, un privilegi atorgat pel seu pare Constant II, de manera que el bisbe d'aquella ciutat quedava sotmès de nou al papa.

## Qüestions administratives
En aquest regnat es va establir una nova administració. La constant acció depredadora dels àrabs a Anatòlia feia necessari l'existència de cossos militars mòbils a les províncies frontereres, amb comandaments independents entre els diversos generals; aquests cossos foren anomenats temes (θέματα), de thema (πέμα), una posició. Aquest nom després va passar a designar els districtes en els quals aquests cossos estaven estacionats i finalment el terme va adquirir una connotació més general, quedant l'imperi dividit en 29 temes: 17 a l'est i al sud, (a Àsia), i 12 al nord i a l'oest, (a Europa). La data d'aquest canvi no es coneix i alguns la situen ja en el regnat d'Heracli però el més probable és que el sistema fos obra de Constantí IV.
Mentre els àrabs atacaven per l'est els longobards van capturar Bríndisi i Tàrent, cosa que va forçar l'establiment d'un tractat sobre els nous límits territorials. Per altra banda els búlgars, encapçalats per Asparukh, van travessar el Danubi i van subjugar les comunitats d'eslaus que habitaven el territori imperial. El 680, Constantí IV va engegar una operació de contraatac per mar i per terra sobre el campament fortificat de Dobrudja. L'emperador, que no es trobava bé de salut, va haver d'abandonar l'exèrcit, que fou derrotat pels búlgars. El 681, Constantí es va veure obligat a acceptar el nou estat creat pels búlgars a Mèsia i a pagar un tribut per tal d'evitar noves invasions a Tràcia. Això va portar a la creació del tema de Tràcia.

## Mort i successió
Els seus germans Heracli i Tiberi havien estat coronats com a augusts, és a dir successors, igual que ell durant el regnat del seu pare, cosa que fou confirmada per demanda popular, però el 681 Constantí els va fer mutilar perquè no fossin aptes per governar. Al mateix temps els va desposseir del títol d'augusts, i les seves funcions traspassades al fill de Constantí IV, Justinià.
Va morir el setembre del 685 a causa de la disenteria i fou succeït pel seu fill Justinià II.